# Muriel Kennett Wales
Muriel Kennett Wales (Belfast, Reino Unido de Gran Bretaña e Irlanda, 9 de junio de 1913-8 de agosto de 2009) fue una matemática irlandesa-canadiense, considerada como la primera mujer irlandesa en obtener un doctorado en matemática pura.

## Biografía
Nació como Muriel Kennett el 9 de junio de 1913 en Belfast. En 1914, su madre se trasladó a Vancouver y se volvió a casar, tras lo cual Muriel fue conocida por el nuevo apellido de su madre, Wales.
Estudió en la Universidad de Columbia Británica, donde obtuvo el grado en 1934 y una maestría en 1937 con la tesis Determination of Bases for Certain Quartic Number Fields (Determinación de bases para ciertos cuerpos de números cuárticos). En 1941 obtuvo su doctorado de la Universidad de Toronto con la disertación Theory of Algebraic Functions Based on the Use of Cycles (Teoría de funciones algebraicas basada en el uso de ciclos), dirigida por Samuel Beatty (que a su vez fue la primera persona en obtener un doctorado en Canadá, en 1915).
Pasó la mayor parte de la década de 1940 trabajando en física atómica, en Toronto y en Montreal, y en 1949 volvió a Vancouver, donde trabajó en la empresa de transporte de su padrastro.